# Inishbofin (Donegal)
Pour les articles homonymes, voir Inishbofin.

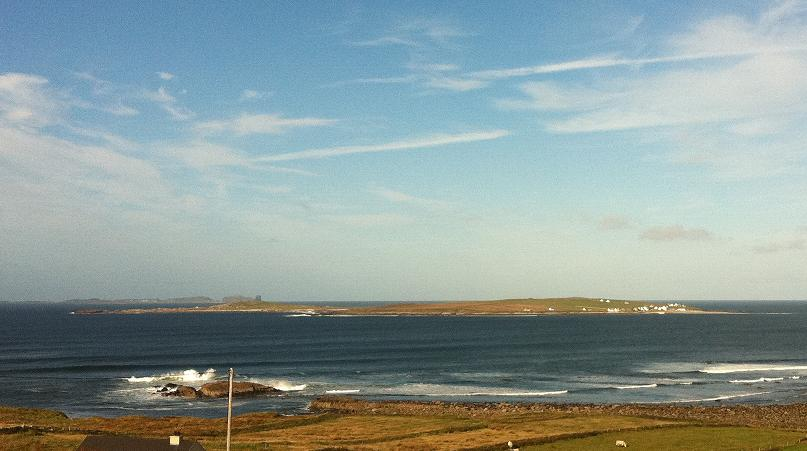

Inishbofin est une île irlandaise du comté de Donegal. On peut s'y rendre en bateau, bien qu'aucun service régulier n'existe. L'île a une église, un hôtel mais pas de police. On y parle principalement le gaélique et non l'anglais.